# 伊佐 (伊泽尔省)
伊佐（法語：Izeaux，法語發音：[izo]）是法国伊泽尔省的一个市镇，属于格勒诺布尔区。

## 地理
伊佐（45°20'4"N, 5°25'27"E）面积15.54 平方千米，位于法国奥弗涅-罗讷-阿尔卑斯大区伊泽尔省，该省份为法国东南部内陆省份，北起顺时针与安省、萨瓦省、上阿尔卑斯省、德龙省、阿尔代什省、卢瓦尔省和罗讷省。
与伊佐接壤的市镇（或旧市镇、城区）包括：圣保罗迪佐、锡朗、博克鲁瓦桑、科隆布、大朗斯、普朗。

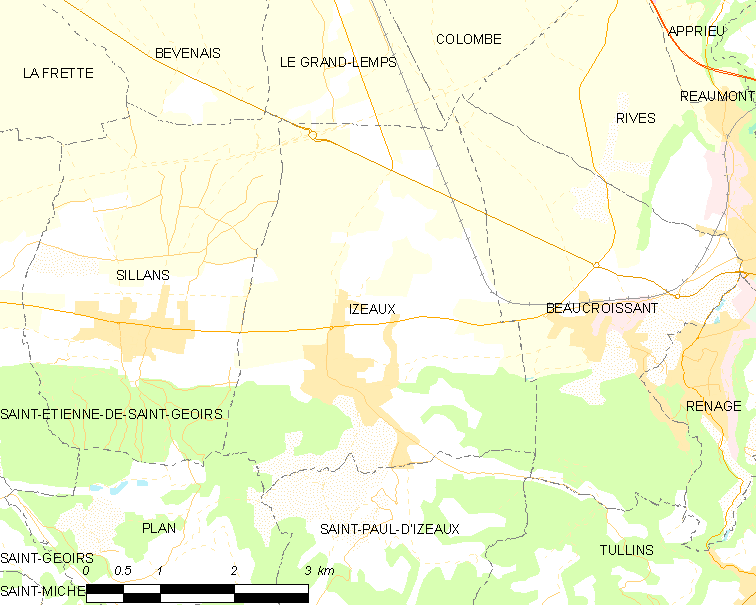
的OSM定位图

伊佐的时区为UTC+01:00、UTC+02:00（夏令时）。

## 行政
伊佐的邮政编码为38140，INSEE市镇编码为38194。

## 政治
伊佐所属的省级选区为大朗斯县。

## 人口

1962-2008年间人口变化图示

伊佐于2022年1月1日时的人口数量为2138人。